# 변태왕자와 웃지 않는 고양이
《변태왕자와 웃지 않는 고양이》(変態王子と笑わない猫。 헨타이오우지토 와라와나이네코[*])는 일본의 작가 사가라 소우가 쓰고 칸토쿠가 삽화를 담당한 라이트 노벨이다. MF문고J(미디어팩토리)에서 발매되고 있으며 대한민국에서는 서울문화사의 제이노블로 발매되었다.
제6회 MF문고J 라이트 노벨 신인상 최우수상을 수상하였으며, 2011년 3월 발매되는 "월간 코믹 얼라이브" 5월호에서 오코메 켄의 만화화 작품이 발표되었고 2011년 6월호부터 연재가 시작되었다.
2012년 7월 진행된 MF문고J의 10주년 기념 행사에서 애니메이션화가 발표되었다. 애니메이션 제작은 J.C.STAFF에서 맡았다.
2013년 4월부터 신작 애니메이션으로 방영되었다.

## 단행본 목록

### 소설
| 도서명                        | 판본            | 초판 발행일      | ISBN                   | 비고                                                         |
| ----------------------------- | --------------- | ---------------- | ---------------------- | ------------------------------------------------------------ |
| 변태왕자와 웃지 않는 고양이 1 | 일본어판        | 2010년 10월 31일 | ISBN 978-4-8401-3555-9 |                                                              |
| 변태왕자와 웃지 않는 고양이 1 | 한국어판        | 2011년 8월 10일  | ISBN 978-89-263-2508-7 |                                                              |
| 변태왕자와 웃지 않는 고양이 2 | 일본어판        | 2011년 1월 31일  | ISBN 978-4-8401-3800-0 |                                                              |
| 변태왕자와 웃지 않는 고양이 2 | 한국어판 한정판 | 2011년 10월 10일 | ISBN 978-89-263-3184-2 | 박스한정판                                                   |
| 변태왕자와 웃지 않는 고양이 2 | 한국어판 통상판 | 2011년 10월 10일 | ISBN 978-89-263-2684-8 |                                                              |
| 변태왕자와 웃지 않는 고양이 3 | 일본어판        | 2011년 5월 31일  | ISBN 978-4-8401-3893-2 |                                                              |
| 변태왕자와 웃지 않는 고양이 3 | 한국어판        | 2011년 12월 10일 | ISBN 978-89-263-2756-2 | 초판 한정 책갈피, 컵받침 포함                                |
| 변태왕자와 웃지 않는 고양이 4 | 일본어판        | 2011년 9월 30일  | ISBN 978-4-8401-4207-6 |                                                              |
| 변태왕자와 웃지 않는 고양이 4 | 한국어판 한정판 | 2012년 2월 10일  | ISBN 978-89-263-2886-6 | 멀티 지퍼폴더, 비주얼 북 포함                                |
| 변태왕자와 웃지 않는 고양이 4 | 한국어판 통상판 | 2012년 2월 10일  | ISBN 978-89-263-2885-9 |                                                              |
| 변태왕자와 웃지 않는 고양이 5 | 일본어판        | 2012년 3월 23일  | ISBN 978-4-8401-4528-2 |                                                              |
| 변태왕자와 웃지 않는 고양이 5 | 한국어판 한정판 | 2012년 8월 22일  | ISBN 978-89-263-3184-2 | 소설 5권 + 만화 1권 스포츠타월 + 양면포스터 초판 한정 책갈피 |
| 변태왕자와 웃지 않는 고양이 5 | 한국어판 통상판 | 2012년 8월 22일  | ISBN 978-89-263-3163-7 |                                                              |
| 변태왕자와 웃지 않는 고양이 6 | 일본어판        | 2013년 3월 25일  | ISBN 978-4-8401-4686-9 |                                                              |
| 변태왕자와 웃지 않는 고양이 6 | 일본어판 한정판 | 2013년 3월 25일  | ISBN 978-4-8401-4973-0 | 드라마 CD 포함특장판                                         |
| 변태왕자와 웃지 않는 고양이 6 | 한국어판 한정판 | 2013년 6월 10일  | ISBN 978-89-263-3521-5 | 소장용 최고급 텀블러 박스 L홀더 + 초판 한정 책갈피           |
| 변태왕자와 웃지 않는 고양이 6 | 한국어판 통상판 | 2013년 6월 10일  | ISBN 978-89-263-3520-8 |                                                              |
| 변태왕자와 웃지 않는 고양이 7 | 일본어판        | 2013년 10월 31일 | ISBN 978-4-04-066028-8 |                                                              |
| 변태왕자와 웃지 않는 고양이 7 | 한국어판 통상판 | 2014년 3월 10일  | ISBN 978-89-263-3946-6 |                                                              |

### 만화
| 도서명                             | 판본     | 초판 발행일      | ISBN                   | 비고 |
| ---------------------------------- | -------- | ---------------- | ---------------------- | ---- |
| 만화 변태왕자와 웃지 않는 고양이 1 | 일본어판 | 2011년 8월 23일  | ISBN 978-4-8401-4024-9 |      |
| 만화 변태왕자와 웃지 않는 고양이 1 | 한국어판 | 2012년 8월 22일  | ISBN 978-89-263-3050-0 |      |
| 만화 변태왕자와 웃지 않는 고양이 2 | 일본어판 | 2012년 3월 23일  | ISBN 978-4-8401-4436-0 |      |
| 만화 변태왕자와 웃지 않는 고양이 2 | 한국어판 | 2013년 1월 30일  | ISBN 978-89-263-3271-9 |      |
| 만화 변태왕자와 웃지 않는 고양이 3 | 일본어판 | 2012년 10월 23일 | ISBN 978-4-8401-4736-1 |      |
| 만화 변태왕자와 웃지 않는 고양이 3 | 한국어판 | 2013년 10월 15일 | ISBN 978-89-263-3732-5 |      |
| 만화 변태왕자와 웃지 않는 고양이 4 | 일본어판 | 2013년 3월 23일  | ISBN 978-4-8401-5031-6 |      |
| 만화 변태왕자와 웃지 않는 고양이 4 | 한국어판 |                  |                        |      |
| 만화 변태왕자와 웃지 않는 고양이 5 | 일본어판 | 2014년 1월 23일  | ISBN 978-4-04-066244-2 |      |
| 만화 변태왕자와 웃지 않는 고양이 5 | 한국어판 |                  |                        |      |